# 長崎カトリック神学院
長崎カトリック神学院（ながさきカトリックしんがくいん）は、長崎県長崎市にあるキリスト教（カトリック）の神学校。1989年（平成元年）までの名称は長崎公教神学校（ながさきこうきょうしんがっこう）。
1875年（明治8年）、パリ外国宣教会のベルナール・プティジャン神父によって設立。初代の校舎は国宝大浦天主堂に隣接していた。当時はラテン語で講義が行われていたため、「羅典神学校（らてんしんがっこう）」と呼ばれていた。
初代校舎は、1972年（昭和47年）5月15日、旧羅典神学校として国の重要文化財に指定されている。
2024年4月14日から、院長は、山口竜太郎神父（長崎教区）に代わり、それまで副院長であった南時眞（ナム・シジン）神父（韓国・大邱教区）が務める。

## 沿革・概要
大浦天主堂での信徒発見の後も、江戸幕府とその後の明治政府による厳しいキリシタン弾圧が行われており、信仰を告白した信徒達のミサ（礼拝）や教育は、役人など信徒以外の人々に見つからないように密かに行わなければならなかった。そのため、プチジャン神父は大浦天主堂の司祭館を改造して秘密の部屋をつくり、そこでミサを行うとともに、将来日本人司祭（神父）となるであろう若者への教育も行った。これが長崎公教神学校の前身である。
- 1875年（明治6年） - キリシタン禁制の高札が撤廃されたため、大浦天主堂の隣に長崎公教神学校が開かれる。
- 1925年（大正14年） - 生徒数の増加により、長崎市小峰町（現在の聖フランシスコ病院の位置）に浦上校舎が建てられて移転。
- 1927年（昭和2年） - 早坂久之助神父が長崎司教に叙階され、長崎がパリ外国宣教会から邦人司牧区に移ったのに伴い、神学校の運営も長崎司教区（現・長崎大司教区）に移管される。
- 1930年（昭和5年） - 元の場所に移転。
- 1931年（昭和6年） - 長崎市東山手（旧東山学院の土地・建物）に移転。
- 1940年（昭和15年） - 再び元の場所に移転。
- 1952年（昭和27年） - 浦上天主堂に程近い長崎市橋口町（現在のカトリック長崎大司教館の位置）に移転。
- 1989年（平成元年） - 隣接する現在地に移転。学校名を現在の長崎カトリック神学院に改める。

開校当初は入学から司祭叙階までのすべての教育課程を行っていたが、現在は大神学校（日本カトリック神学院）に入る前の中学生・高校生の指導・教育を担当している。生徒は寮で共同生活を送り、近くの長崎南山中学校・高等学校に通う。修了後は、原則として長崎市内の大学に入学して、卒業後に大神学校に進むことになる（日本カトリック神学院の入学資格が22歳以上となっているため）。そのための寄宿・学習施設として、カトリック長崎大司教区により「長崎コレジオ」（大浦天主堂に隣接する、旧大司教館の建物を利用）が設けられている。
なお、かつては入学対象者はほぼ長崎県（カトリック長崎大司教区内）とその周辺に限られていたが、中高生を対象としたカトリックの小神学校は、修道会が運営するものを除いて国内ではここだけになったため、現在では司祭を目指す日本中の中高生が入学対象となっている。

## 所在地
- 〒852-8144　長崎県長崎市橋口町10-7（北緯32度46分39.2秒 東経129度51分59.7秒 / 北緯32.777556度 東経129.866583度）

## 旧羅典神学校

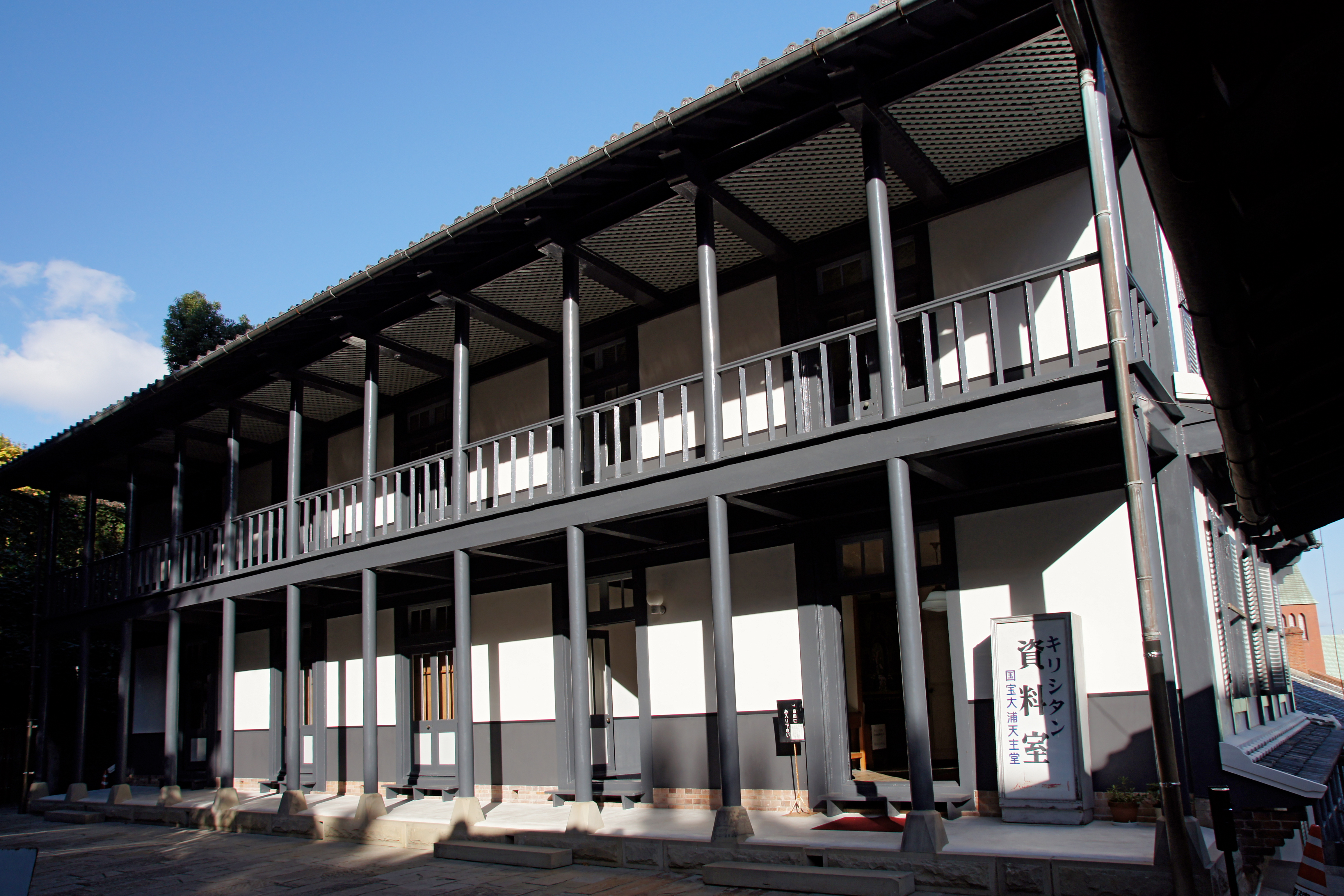
旧羅典神学校

大浦天主堂の敷地内（長崎市南山手町）に現存する初代校舎は、1875年（明治8年）にマルク・マリー・ド・ロ神父によって設計、建設された。現在はキリシタン関連の資料館として利用されている。1972年（昭和47年）に「旧羅典神学校」の名称で国の重要文化財に指定されている。2007年（平成19年）にはユネスコの世界遺産（文化遺産）暫定リストに掲載された「長崎の教会群とキリスト教関連遺産」の構成資産に含まれていたが、2018年（平成30年）に「長崎と天草地方の潜伏キリシタン関連遺産」として世界遺産に登録された際には除外された。

## 関連書籍
- 『大いなる遺産長崎の教会：三沢博昭写真集』（智書房、2000年） ISBN 4434002651
- 『長崎・天草の教会と巡礼地完全ガイド』（長崎文献社、2005年） ISBN 4888510911